# 第43屆七大工業國組織會議
第43屆七大工業國組織會議於2017年5月26至27日於意大利西西里岛陶尔米纳（墨西拿廣域市）舉行，本次會議為俄羅斯於2014年被逐出八大工業國組織後七大工業國組織舉辦的第四次會議。

## 與會領導人
与会者除了七国集团首脑，还包括欧盟派来的代表。自1981年以来，欧盟委员会主席每年都会受邀参加工业国首脑峰会。
第43屆七大工業國組織會議為英国首相文翠珊、法国总统埃马纽埃尔·马克龙、意大利总理保羅·真蒂洛尼及美国总统唐納·川普首次參與七大工業國組織會議。

### 與會者
| G7核心会员 东道国及其领导人以粗体显示 |            |                       |                  |
| 成員                                  | 成員       | 姓名                  | 頭銜             |
| 加拿大                                | 加拿大     | 賈斯汀·杜魯多         | 加拿大總理       |
| 法國                                  | 法国       | 埃马纽埃尔·马克龙     | 法国总统         |
| 德国                                  | 德国       | 安格拉·默克爾         | 德國總理         |
| 義大利                                | 意大利     | 保羅·真蒂洛尼         | 意大利总理       |
| 日本                                  | 日本       | 安倍晋三              | 日本內閣總理大臣 |
| 英国                                  | 英国       | 文翠珊                | 英国首相         |
| 美国                                  | 美国       | 唐納·川普             | 美国总统         |
| 欧洲联盟                              | 欧洲联盟   | 让-克洛德·容克        | 欧盟委员会主席   |
| 欧洲联盟                              | 欧洲联盟   | 唐納德·圖斯克         | 欧洲理事会主席   |
| 邀請來賓（國家）                      |            |                       |                  |
| 成員                                  | 成員       | 姓名                  | 頭銜             |
| 埃塞俄比亚                            | 埃塞俄比亚 | 海爾馬里亞姆·德薩萊尼 | 埃塞俄比亚总理   |
| 几内亚                                | 几内亚     | 阿尔法·孔戴           | 幾內亞總統       |
| 肯尼亚                                | 肯尼亚     | 乌胡鲁·肯雅塔         | 肯亞總統         |
| 尼日尔                                | 尼日尔     | 穆罕默杜·伊素福       | 尼日尔总统       |
| 奈及利亞                              | 奈及利亞   | Yemi Osinbajo         | 尼日利亚副总统   |
| 突尼西亞                              | 突尼西亞   | 贝吉·凯德·埃塞卜西    | 突尼斯总统       |

## 參與領導人圖像

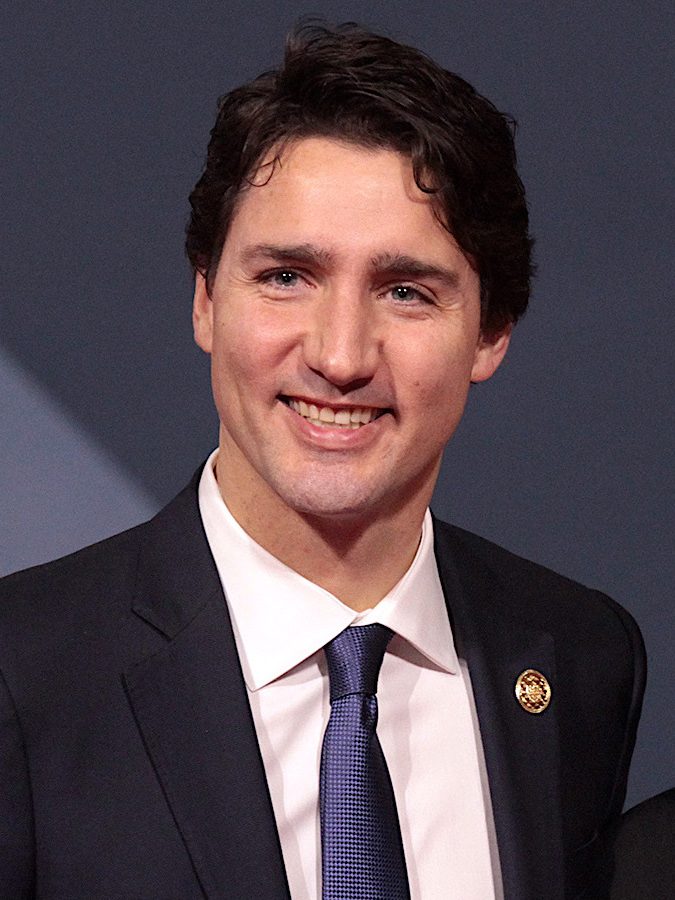
加拿大 賈斯汀·杜魯多, 加拿大總理
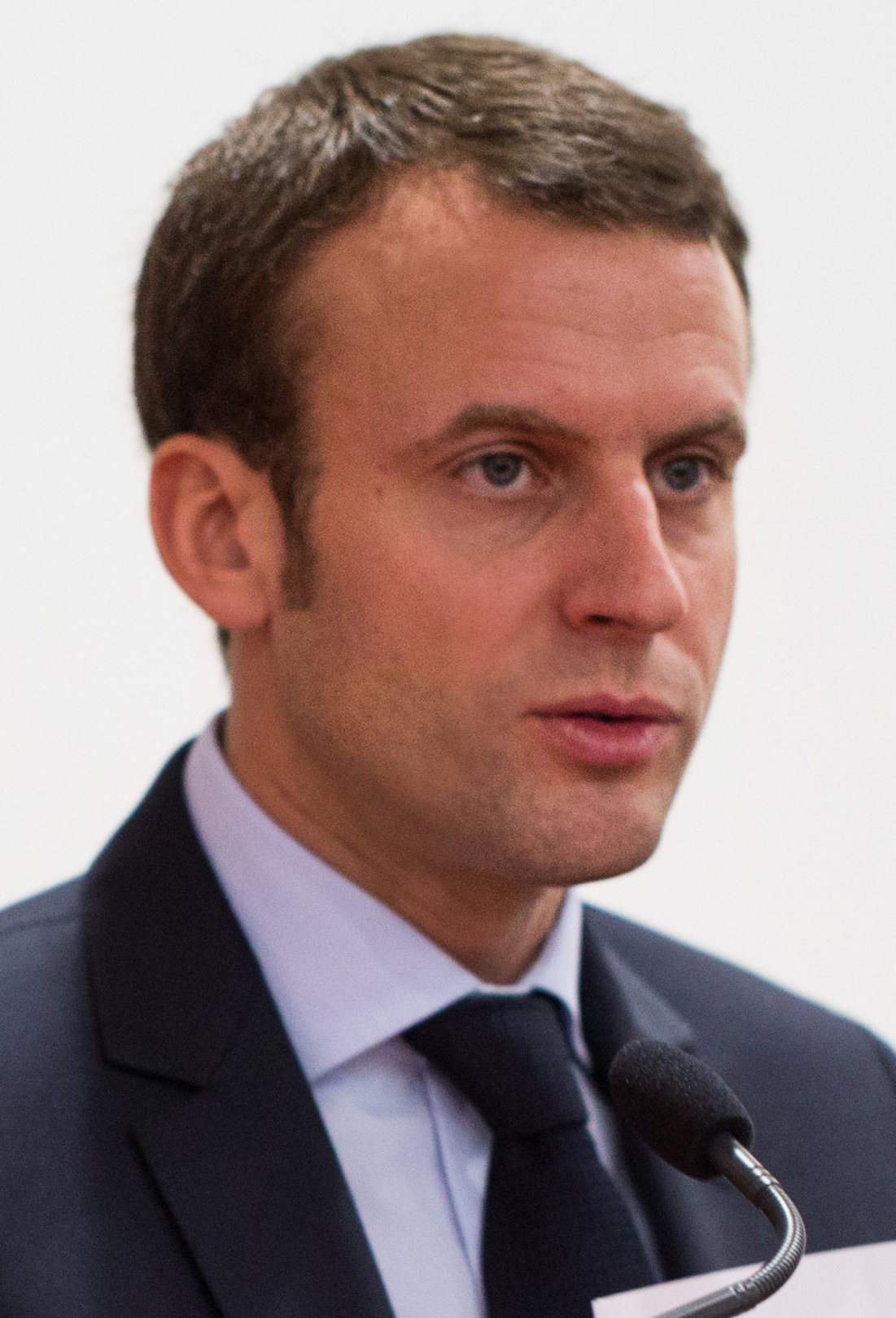
法国 埃马纽埃尔·马克龙, 法国总统
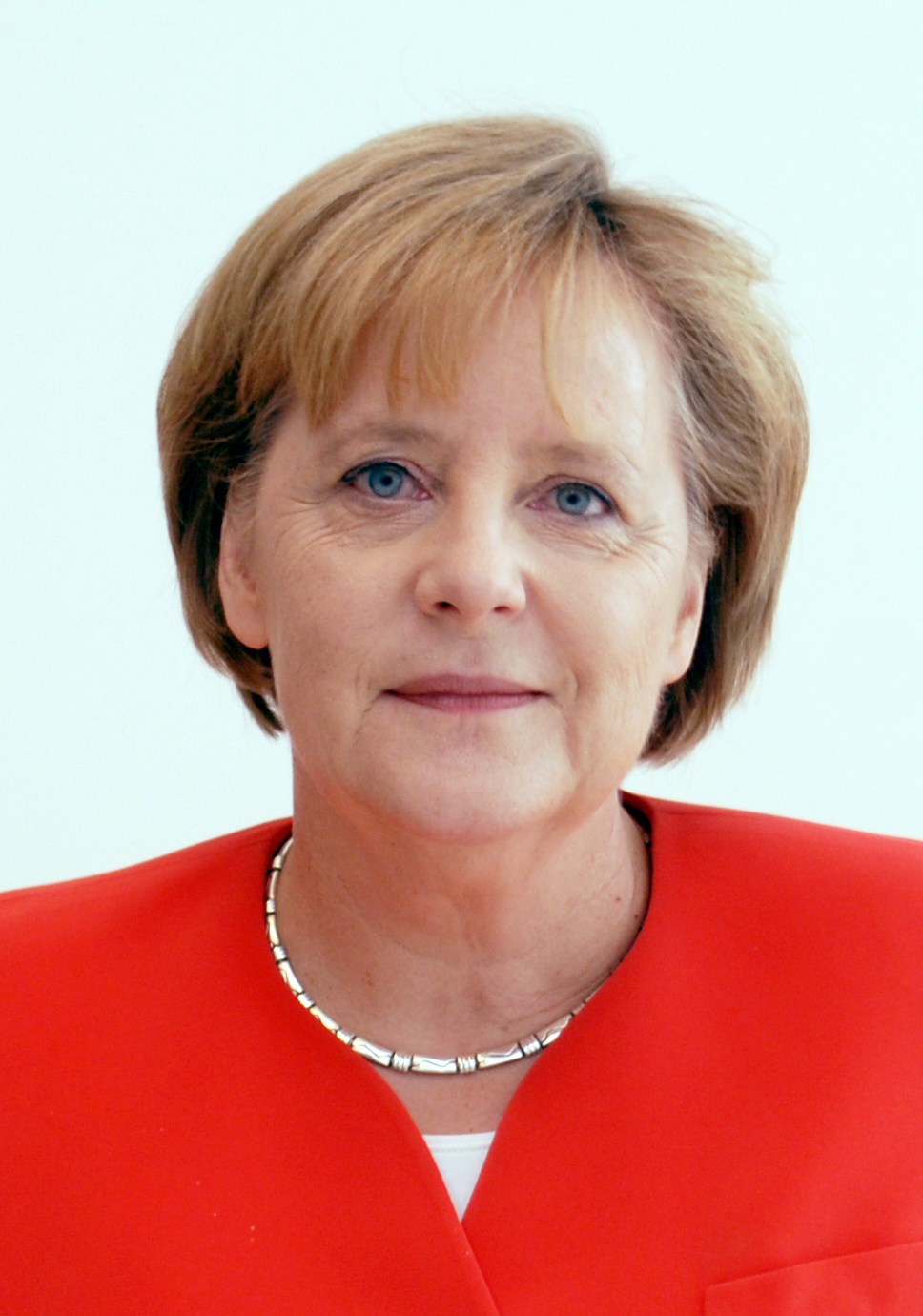
德国 安格拉·默克爾, 德國總理
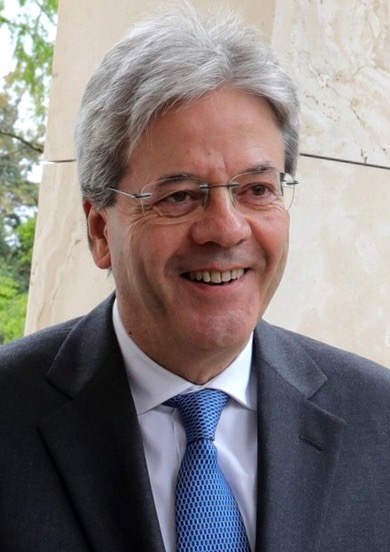
意大利 保羅·真蒂洛尼, 意大利总理
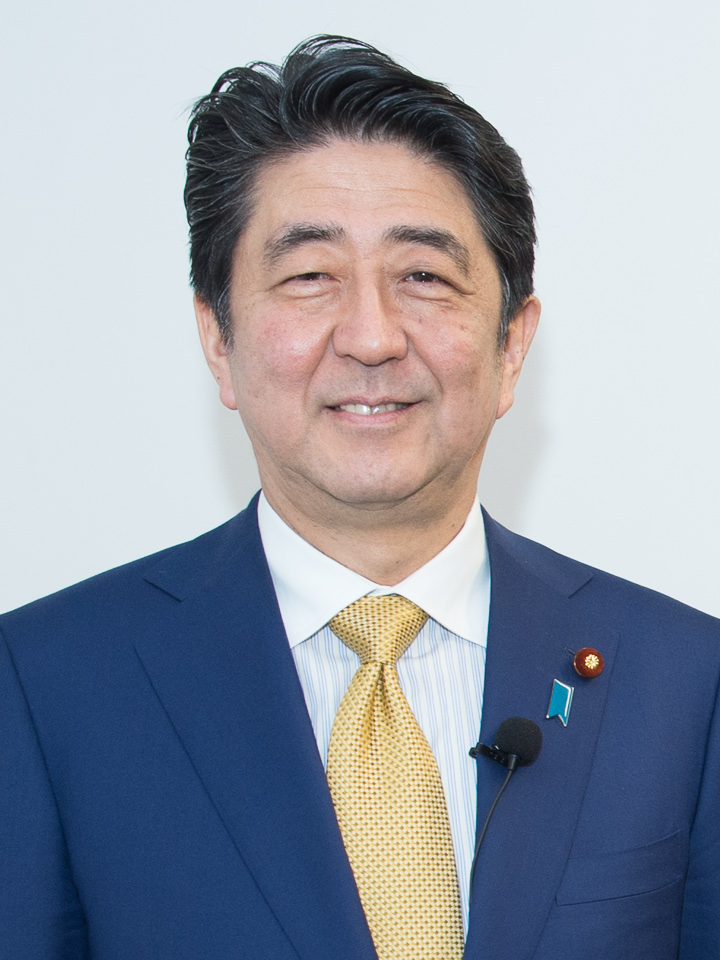
日本 安倍晋三, 日本內閣總理大臣
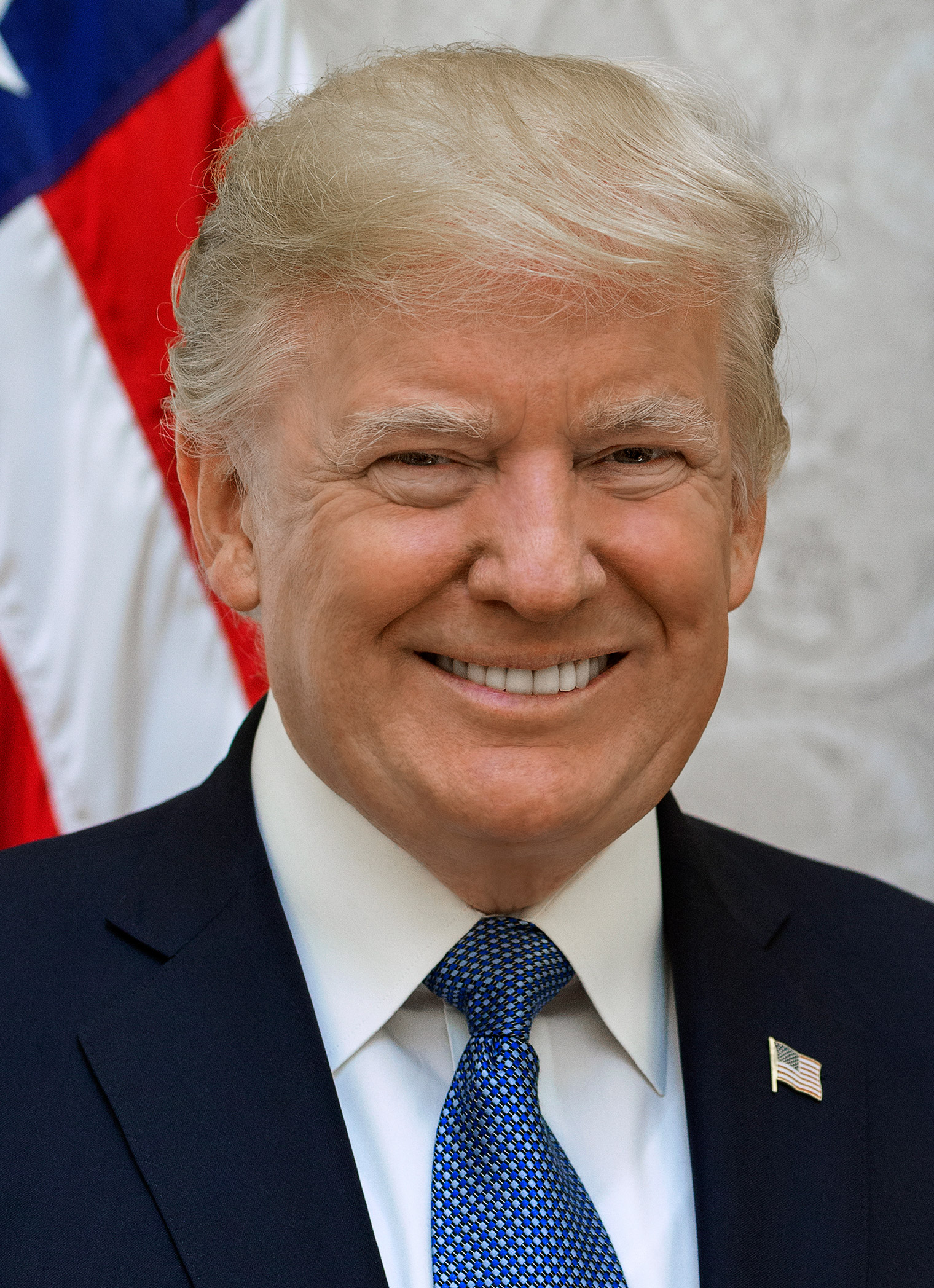
美国 唐納·川普, 美国总统
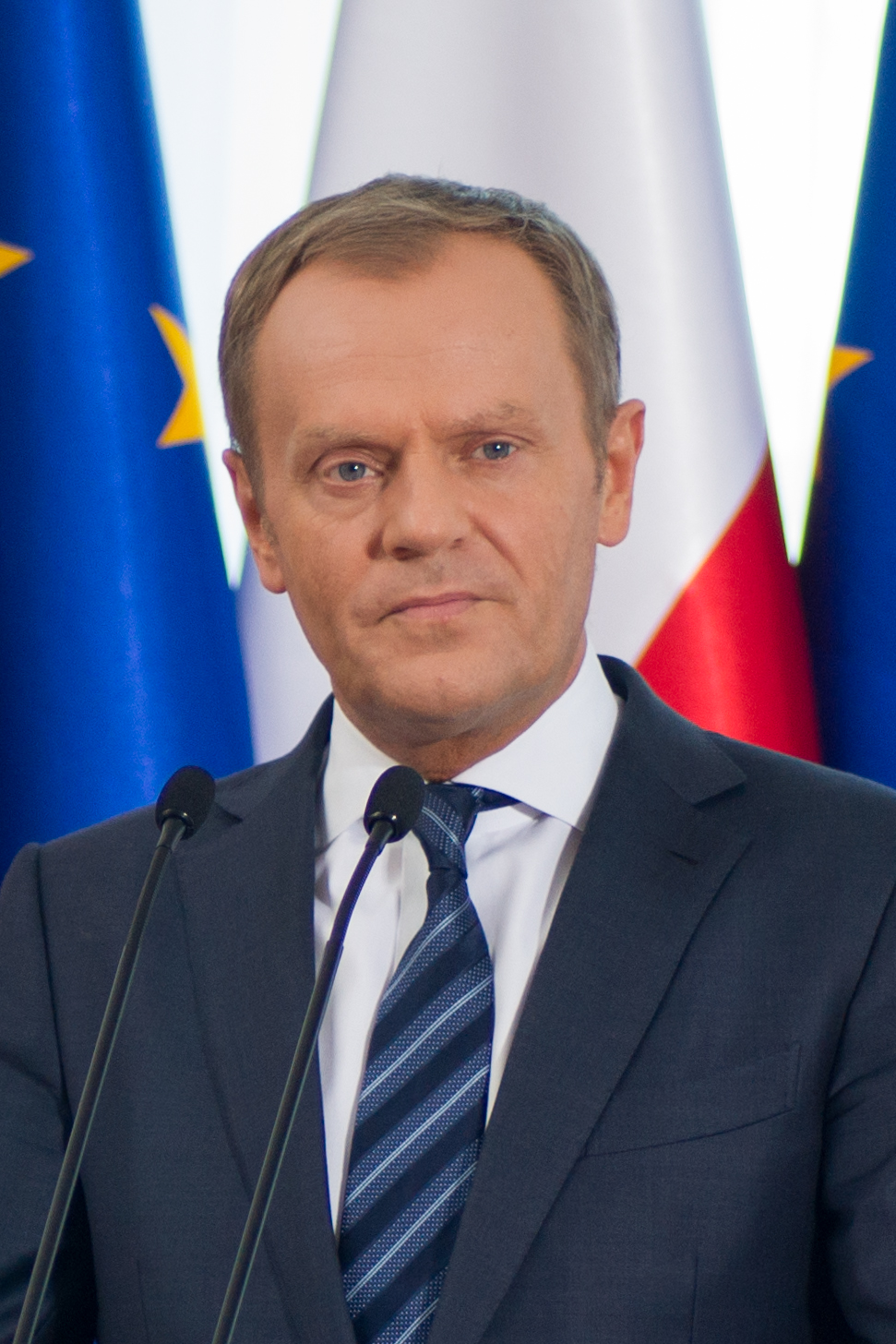
欧洲联盟 唐納德·圖斯克, 欧洲理事会主席
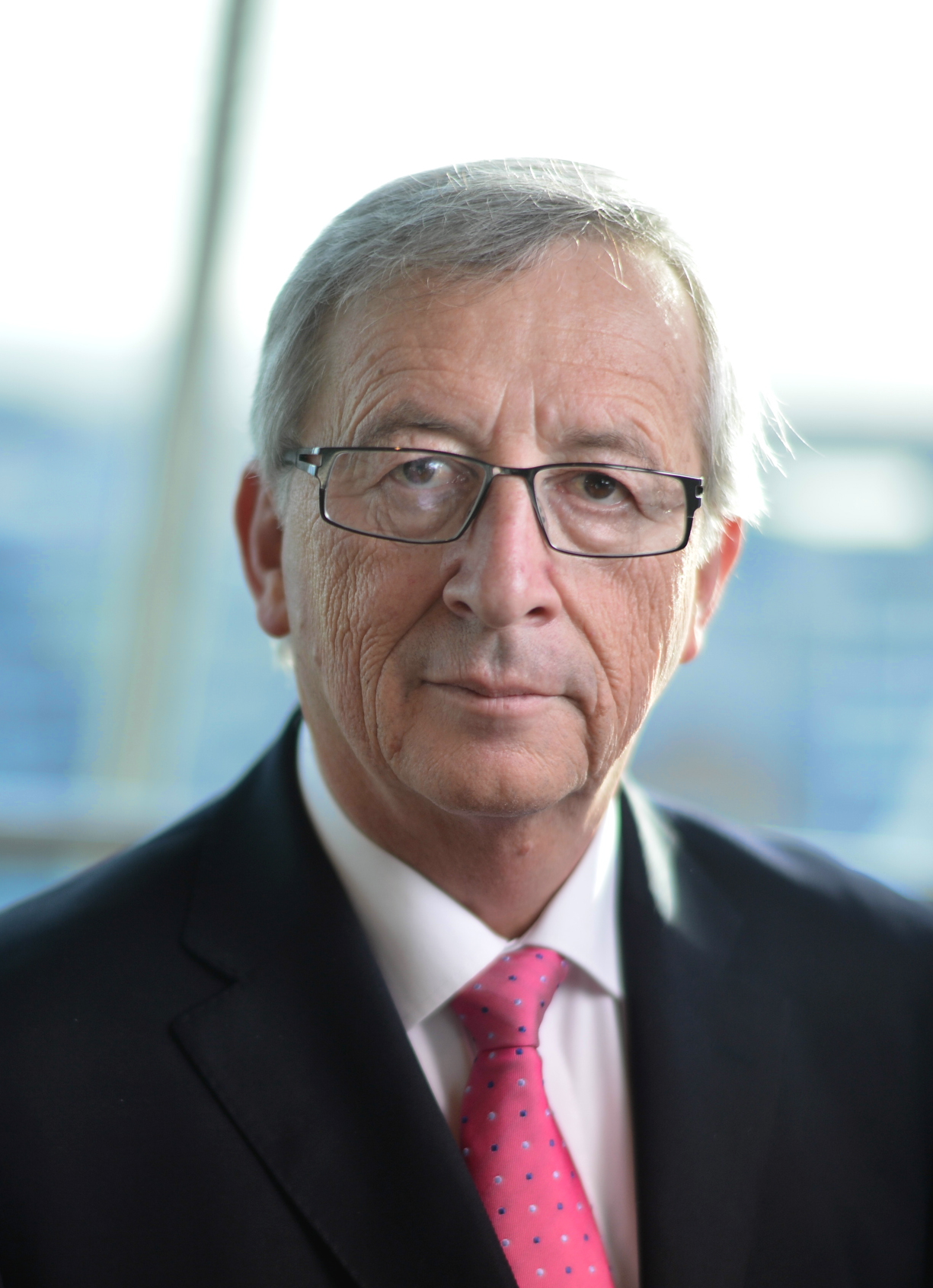
欧洲联盟 让-克洛德·容克, 欧盟委员会主席

### 邀請來賓

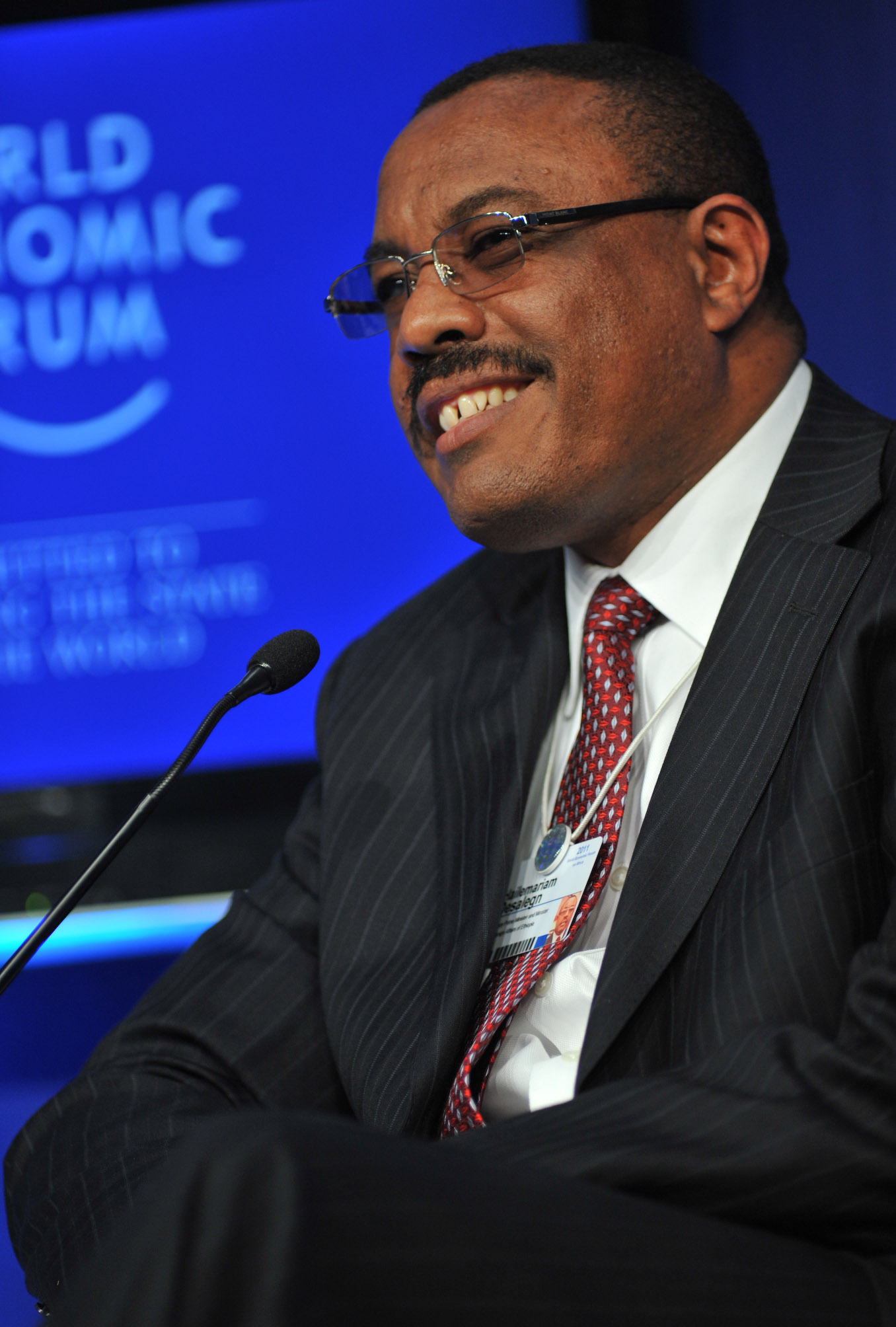
埃塞俄比亚 海爾馬里亞姆·德薩萊尼, 埃塞俄比亚总理
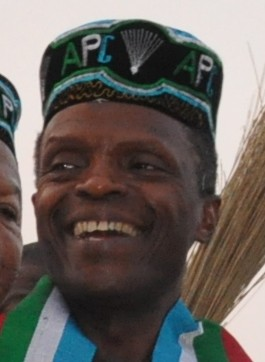
奈及利亞 Yemi Osinbajo（英语：Yemi Osinbajo）, 尼日利亚总统
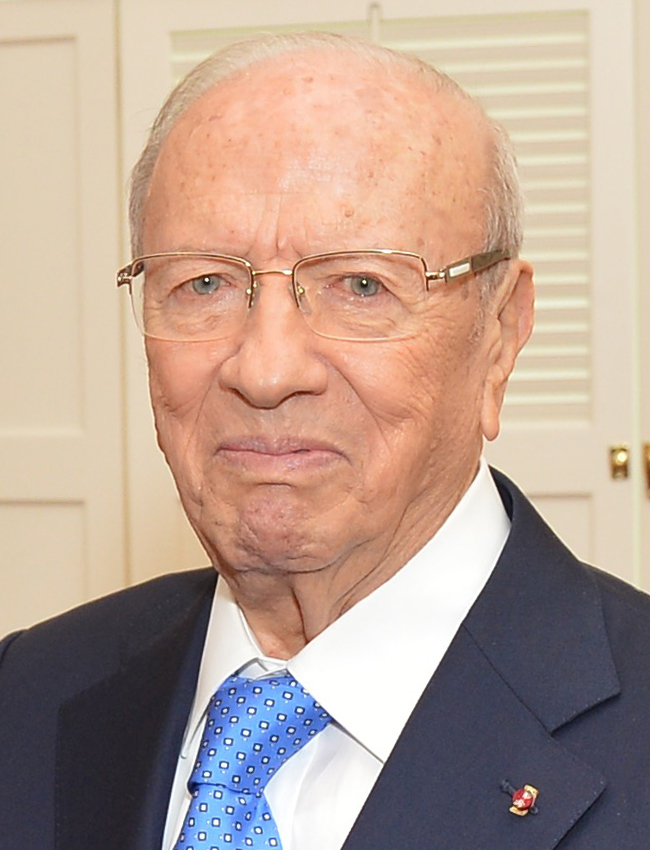
突尼西亞 贝吉·凯德·埃塞卜西, 突尼斯总统

## 外部連結
- 官方網站 （页面存档备份，存于）

34°18′30″N 136°49′7″E / 34.30833°N 136.81861°E